# Olga Revzina
 (avril 2015).
 (novembre 2016).
Olga Grigorievna Revzina (russe : Ольга Григорьевна Ревзина), née le 21 avril 1939 à Moscou (Russie) est philologue, linguiste russe, spécialiste de la linguistique générale et russe, spécialiste de la poétesse russe Marina Tsvetaïeva, écrivaine, professeur émérite de l'Université d'État de Moscou.
Domaines d'intérêts scientifiques: la langue russe, le langage poétique, la stylistique, théorie du discours, la linguistique théorique et générale, la sémiotique, les sciences cognitives.
Traductrice du français en russe des articles des linguistes J. Cantineau et L. Hjelmslev

## Monographies
- Structures des champs dérivatifs dans les langues slaves. Moscou, 1969.
- Dictionnaire du langage poétique de Marina Tsvetaïeva en 4 volumes. Moscou, 1996-2004.
- Immense Tsvetaïeva. Approche intégral de l'idiolecte poétique. Moscou, 2009.
- Analyse du texte poétique. Manuel de la poétique linguistique (manuscrit).